# Macedonia del Norte en el Festival de la Canción de Eurovisión
Macedonia del Norte —hasta 2018 concursó como Antigua República Yugoslava de Macedonia— ha participado en el Festival de la Canción de Eurovisión un total de veintitrés ocasiones desde su debut en 1996. Luego de seis eliminaciones en semifinales consecutivas desde 2012, Tamara Todevska logró clasificar al país a la gran final de la edición de 2019, donde obtuvo el mejor resultado hasta ahora (7.º lugar).

## Historia
Antes de ser un estado independiente, como parte de la RFS Yugoslavia, la RS Macedonia competía en Jugovizija, la preselección nacional yugoslava. Después de la desintegración de Yugoslavia, los países que obtuvieron su independencia buscaron participar en el Festival de Eurovisión como entidades independientes. La entonces denominada Antigua República Yugoslava de Macedonia estaba lista para participar en 1993 con Maja Odzaklievska y la canción «Ne me dopiraj». Sin embargo, se retiró antes del festival por razones que no se han hecho públicas.
En 1995, Karolina Gočeva participó en Skopje Fest con la canción «Me sakas» y ganó el voto del jurado, pero perdió en el Gran Prix contra Lidija Kochovska. Esto generó mucha polémica sobre qué persona debería enviar la TV macedonia. Al final Karolina Gočeva y su canción fueron retiradas del concurso. Fue finalmente en 1996 cuando el Skopje Fest fue usado como preselección nacional para el Festival de la Canción de Eurovisión. Karolina participó, a la edad de 15 años, con la canción «Ma adje kazi mi» («Vamos, dime») y, aunque su posición final no ha sido revelada, se sabe que ganó el premio del jurado por la 'Mejor Interpretación'. La ganadora fue Kaliopi Gril con la canción «Samo ti». La canción participó en la preselección para el Festival de 1996. Terminó en 27.º lugar, no participando en la edición de ese año.
La llamada por aquel entonces Antigua República Yugoslava de Macedonia logró clasificarse para la final del festival en la edición de 1998 con el tema «Ne zori, zoro» («Que no amanezca»), cantado por Vlado Janevski, logrando el 19.º lugar con 16 puntos. Este tema marca un hito en la historia reciente de Eurovisión al ser la última canción participante en ser interpretada con orquesta en vivo, tras la eliminación al año siguiente.
ARY Macedonia no pasó las semifinales entre 2007 y 2011. En 2008, pese a que obtuvo la 10.ª posición, el jurado no la eligió para la final siendo otorgada a la sueca Charlotte Perrelli, quien habría quedado en 12.ª posición. En 2009, quedó nuevamente en la 10.ª posición, pero el voto del jurado favoreció a los finlandeses Waldo's People que habían quedado en 12.ª posición. En 2010, terminaron en 15.ª posición con la canción «Jas ja imam silata» («Yo tengo la fuerza») interpretada por Gjoko Taneski. Se especuló que su mal resultado se debió a la puesta en escena que era "machista" ya que hay un momento en que le coge del cuello a una bailarina y también por el título. En 2011 Vlatko Ilievski y su canción «Rusinka» consiguieron el peor resultado macedonio en semifinales, terminando en el puesto 16. Para el Festival de la Canción de Eurovisión 2012 se eligió internamente a la artista Kaliopi, que devolvió a este país a la final con el puesto 13, empatando a puntos con Rumanía, duodécima. Tanto en 2013 («Pred da se razdeni») como en 2014 («To the sky») y también en 2015 («Autumn leaves») sus puestos —16, 13 y 15 respectivamente— hicieron imposible la clasificación del país para la gran final. Para el 2016, se escogió internamente nuevamente a Kaliopi con la esperanza de volver al país a la final, con «Dona», una balada balcánica en macedonio. Finalmente, el país se quedaría, un año más, fuera, en el puesto 11.º con 88 puntos. Si se hubiera tenido en cuenta únicamente el televoto, Macedonia hubiera logrado la anhelada clasificación en un 8.º lugar. En 2017 escogieron internamente a Jana Burčeska como su candidata, y la canción «Dance Alone» («Bailar Sola») y en 2018 hicieron lo propio con Eye Cue y su tema «Lost and Found» («Perdidos y encontrados»), que tampoco consiguieron el pase a la final. En 2019, además de ser la favorita del jurado, consiguió su mejor resultado hasta la fecha, un 7° puesto en la final, con Tamara Todevska y su canción «Proud».
El festival de música pop Skopje Fest es usado como preselección nacional. Ambos shows siempre son cubiertos por la Radio-Televisión Macedonia.

## Participaciones
Leyenda
     Ganador
     Segundo puesto
     Tercer puesto
     Cuarto o quinto puesto (Top 5)
     Último puesto
| Año                            | Sede       | Artista                | Canción                                     | Final              | Pts.               | Semifinal           | Pts.                |
| ------------------------------ | ---------- | ---------------------- | ------------------------------------------- | ------------------ | ------------------ | ------------------- | ------------------- |
| 1996                           | Oslo       | Kaliopi                | «Samo ti» (Само ти)                         | No se clasificó    | No se clasificó    | 26                  | 14                  |
| No participó en 1997           |            |                        |                                             |                    |                    |                     |                     |
| 1998                           | Birmingham | Vlado Janevski         | «Ne zori, Zoro» (Не зори, Зоро)             | 19                 | 16                 | No hubo semifinales | No hubo semifinales |
| No participó en 1999           |            |                        |                                             |                    |                    |                     |                     |
| 2000                           | Estocolmo  | XXL                    | «100% te ljubam» (Сто посто те љубам)       | 15                 | 29                 | No hubo semifinales | No hubo semifinales |
| No participó en 2001           |            |                        |                                             |                    |                    |                     |                     |
| 2002                           | Tallin     | Karolina               | «Od nas zavisi» (Од нас зависи)             | 19                 | 25                 | No hubo semifinales | No hubo semifinales |
| No participó en 2003           |            |                        |                                             |                    |                    |                     |                     |
| 2004                           | Estambul   | Toše Proeski           | «Life»                                      | 14                 | 47                 | 10                  | 71                  |
| 2005                           | Kiev       | Martin Vučić           | «Make my day»                               | 17                 | 52                 | 9                   | 97                  |
| 2006                           | Atenas     | Elena Risteska         | «Ninanajna» (Нинанајна)                     | 12                 | 56                 | 10                  | 76                  |
| 2007                           | Helsinki   | Karolina               | «Mojot svet» (Мојот Свет)                   | 14                 | 73                 | 9                   | 97                  |
| 2008                           | Belgrado   | Tamara, Vrčak y Adrian | «Let me love you»                           | No se clasificó    | No se clasificó    | 10                  | 64                  |
| 2009                           | Moscú      | Next Time              | «Nesto sto ke ostane» (Нешто што ќе остане) | No se clasificó    | No se clasificó    | 10                  | 45                  |
| 2010                           | Oslo       | Gjoko Taneski          | «Jas ja imam silata» (Јас ја имам силата)   | No se clasificó    | No se clasificó    | 15                  | 37                  |
| 2011                           | Düsseldorf | Vlatko Ilievski        | «Rusinka» (Русинкa)                         | No se clasificó    | No se clasificó    | 16                  | 36                  |
| 2012                           | Bakú       | Kaliopi                | «Crno i belo» (Црно и бело)                 | 13                 | 71                 | 9                   | 53                  |
| 2013                           | Malmö      | Esma y Lozano          | «Pred da se razdeni» (Пред да се раздени)   | No se clasificó    | No se clasificó    | 16                  | 28                  |
| 2014                           | Copenhague | Tijana                 | «To the sky»                                | No se clasificó    | No se clasificó    | 13                  | 33                  |
| 2015                           | Viena      | Daniel Kajmakoski      | «Autumn leaves»                             | No se clasificó    | No se clasificó    | 15                  | 28                  |
| 2016                           | Estocolmo  | Kaliopi                | «Dona» (Дoна)                               | No se clasificó    | No se clasificó    | 11                  | 88                  |
| 2017                           | Kiev       | Jana Burčeska          | «Dance alone»                               | No se clasificó    | No se clasificó    | 15                  | 69                  |
| 2018                           | Lisboa     | Eye Cue                | «Lost and found»                            | No se clasificó    | No se clasificó    | 18                  | 24                  |
| 2019                           | Tel Aviv   | Tamara Todevska        | «Proud»                                     | 7                  | 305                | 2                   | 239                 |
| 2020                           | Róterdam   | Vasil                  | «You»                                       | Festival cancelado | Festival cancelado | Festival cancelado  | Festival cancelado  |
| 2021                           | Róterdam   | Vasil                  | «Here I stand»                              | No se clasificó    | No se clasificó    | 15                  | 23                  |
| 2022                           | Turín      | Andrea                 | «Circles»                                   | No se clasificó    | No se clasificó    | 11                  | 76                  |
| No participó entre 2023 y 2025 |            |                        |                                             |                    |                    |                     |                     |

## Votación de Macedonia del Norte
Hasta su última participación, en 2022, la votación de Macedonia del Norte ha sido:
| Más puntos otorgados solo en la gran final | Más puntos otorgados solo en la gran final | Más puntos otorgados solo en la gran final |
| Pos.                                       | País                                       | Puntos                                     |
| ------------------------------------------ | ------------------------------------------ | ------------------------------------------ |
| 1                                          | Serbia                                     | 150                                        |
| 2                                          | Albania                                    | 127                                        |
| 3                                          | Italia                                     | 86                                         |
| 4                                          | Turquía                                    | 79                                         |
| 5                                          | Croacia                                    | 77                                         |

| Más puntos otorgados en semifinales y final | Más puntos otorgados en semifinales y final | Más puntos otorgados en semifinales y final |
| Pos.                                        | País                                        | Puntos                                      |
| ------------------------------------------- | ------------------------------------------- | ------------------------------------------- |
| 1                                           | Albania                                     | 263                                         |
| 2                                           | Serbia                                      | 254                                         |
| 3                                           | Croacia                                     | 172                                         |
| 4                                           | Bulgaria                                    | 160                                         |
| 5                                           | Turquía                                     | 125                                         |
| 5                                           | Malta                                       | 125                                         |

| Más puntos recibidos solo en la final | Más puntos recibidos solo en la final | Más puntos recibidos solo en la final |
| Pos.                                  | País                                  | Puntos                                |
| ------------------------------------- | ------------------------------------- | ------------------------------------- |
| 1                                     | Croacia                               | 74                                    |
| 2                                     | Eslovenia                             | 52                                    |
| 3                                     | Albania                               | 48                                    |
| 4                                     | Serbia                                | 46                                    |
| 5                                     | Bosnia y Herzegovina                  | 43                                    |

| Más puntos recibidos en semifinales y final | Más puntos recibidos en semifinales y final | Más puntos recibidos en semifinales y final |
| Pos.                                        | País                                        | Puntos                                      |
| ------------------------------------------- | ------------------------------------------- | ------------------------------------------- |
| 1                                           | Albania                                     | 183                                         |
| 2                                           | Croacia                                     | 158                                         |
| 3                                           | Serbia                                      | 144                                         |
| 4                                           | Eslovenia                                   | 132                                         |
| 5                                           | Bosnia y Herzegovina                        | 114                                         |

## 12 puntos
- Macedonia del Norte ha dado 12 puntos a:

### Final (1998 - 2003)
| Año                  | País    |
| -------------------- | ------- |
| 1998                 | Croacia |
| No participó en 1999 |         |
| 2000                 | Rumanía |
| No participó en 2001 |         |
| 2002                 | Rumanía |
| No participó en 2003 |         |

| Año  | País    | Año  | País                 |
| ---- | ------- | ---- | -------------------- |
| 2004 | Albania | 2010 | Albania              |
| 2005 | Croacia | 2011 | Bosnia y Herzegovina |
| 2006 | Albania | 2012 | Serbia               |
| 2007 | Serbia  | 2013 | Malta                |
| 2008 | Albania | 2014 | Malta                |
| 2009 | Turquía | 2015 | Serbia               |

| Año                            | Jurado   | Televoto |
| ------------------------------ | -------- | -------- |
| 2016                           | Serbia   | Albania  |
| 2017                           | Bulgaria | Serbia   |
| 2018                           | Bulgaria | Albania  |
| 2019                           | Albania  | Albania  |
| 2021                           | Israel   | Croacia  |
| 2022                           | Serbia   | Serbia   |
| No participó entre 2023 y 2025 |          |          |

| Año  | País                 | Año  | País                 |
| ---- | -------------------- | ---- | -------------------- |
| 2004 | Albania              | 2010 | Albania              |
| 2005 | Albania              | 2011 | Bosnia y Herzegovina |
| 2006 | Bosnia y Herzegovina | 2012 | Albania              |
| 2007 | Serbia               | 2013 | Dinamarca            |
| 2008 | Albania              | 2014 | Montenegro           |
| 2009 | Turquía              | 2015 | Albania              |

| Año                            | Jurado   | Televoto |
| ------------------------------ | -------- | -------- |
| 2016                           | Ucrania  | Serbia   |
| 2017                           | Bulgaria | Bulgaria |
| 2018                           | Estonia  | Albania  |
| 2019                           | Italia   | Albania  |
| 2021                           | Serbia   | Serbia   |
| 2022                           | España   | Serbia   |
| No participó entre 2023 y 2025 |          |          |

## Galería de imágenes
|                                 |
| Toše Proeski en Estambul (2004) |

|                                    |
| Karolina Gočeva en Helsinki (2007) |

|                                           |
| Tamara, Vrčak y Adrian en Belgrado (2008) |

|                           |
| Next Time en Moscú (2009) |

|                                      |
| Vlatko Ilievski en Düsseldorf (2011) |

|                                                   |
| Esma Redžepova y Vlatko Lozanoski en Malmö (2013) |

|                                      |
| Tijana Dapčević en Copenhague (2014) |

|                                   |
| Daniel Kajmakoski en Viena (2015) |

|                             |
| Kaliopi en Estocolmo (2016) |

|                              |
| Jana Burčeska en Kiev (2017) |

|                          |
| Eye Cue en Lisboa (2018) |

|                                    |
| Tamara Todevska en Tel Aviv (2019) |

|                           |
| Vasil en Rotterdam (2021) |

|                        |
| Andrea en Turin (2022) |